# رشدي العاني
{{صندوق معلومات شخص
| الاسم = رشدي العاني
| الصورة = 
| تعليق الصورة = 
| تاريخ الولادة = 10 أبريل 1953

| مكان الولادة = محافظة الأنبار
| مكان الوفاة = عمان-الاردن
| تاريخ الوفاة = 28/12/2018 65 سنة
|الوفاة={{|1|1|الميلاد|1|1|mf=yes}} -->
| سبب الوفاة = مرض عضال
| مكان الدفن = 
| الإقامة = 
| الجنسية =  العراق
| المواطنة = 
| الديانة = الاسلام
| الزوج = 
| المدرسة الأم = 
| المهنة = سفير جمهورية العراق لدى المملكة العربية السعودية
| سنوات النشاط = 2015-إلى 
| سبب الشهرة = 
| الجوائز = 
| التوقيع = 
| الاسم الأصلي = 
| تعليم = 
| الموقع الرسمي = 
}}رشدي محمود رشيد العاني هو السفير الحالي لجمهورية العراق لدى المملكة العربية السعودية، ولد في محافظة الأنبار فالعراق، يحمل شهادة دكتوراه في التاريخ، وهو عضو مؤسس لنقابة السادة الأشراف في العراق، وعضو اتحاد المؤرخين العرب، له عدة مؤلفات وأدبيات شعرية ومقالات في صحف عدة ومقابلات تلفزيونية و إذاعية.

## مؤلفات
- الحقيقة التاريخية لعلاقة يهود الخزر والدونمة ببني إسرائيل.
- يهود الخزر وأدوارهم السياسية في التاريخ.
- واقعة الطف تاريخ أم نكبة.
- الزراعة في العراق نفط أم ثروة - تحت الطبع. ضياع الأندلس - بحث.
- الطلاق واسبابه في المجتمعات العربية -العراق نموذجاً.
- زراعة النخيل وتطويرها بالعراق - بحث تفصيلي لزراعة نصف مليار نخلة بالعراق.